# Henri Lefebvre

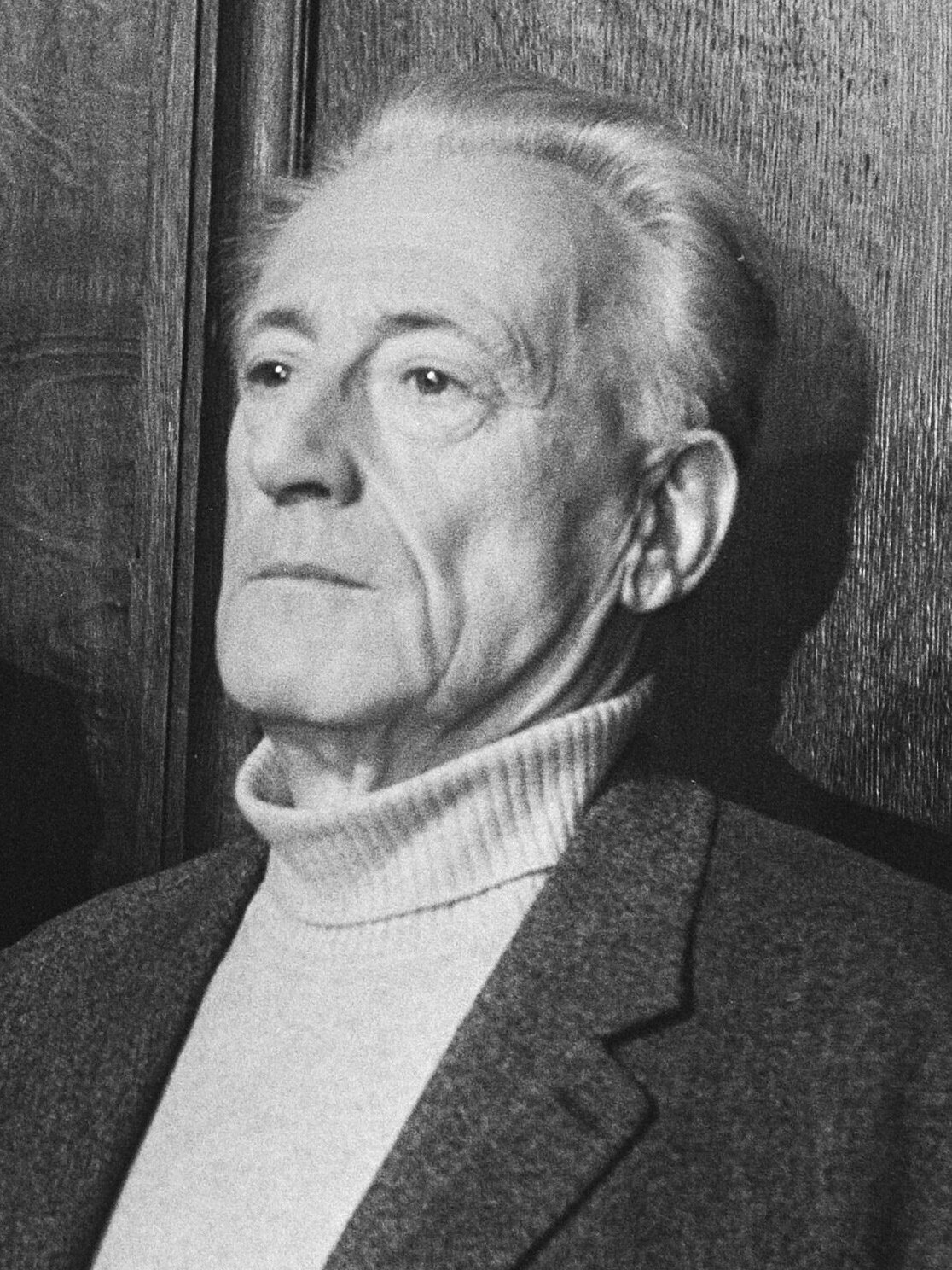
Henri Lefebvre in 1971

Henri Lefebvre (Hagetmau, Landes, 16 juni 1901 – Navarrenx, Pyrénées-Atlantiques, 29 juni 1991) was een Franse socioloog, intellectueel en filosoof en wordt over het algemeen beschouwd als neomarxist.

## Biografie
Lefebvre studeerde filosofie aan de Universiteit van Parijs, waar hij in 1920 afstudeerde.
In 1924 werkte hij met Paul Nizan, Norbert Guterman, Georges Friedmann, Georges Politzer en Pierre Morhange in de Philosophies-groep, op zoek naar een "filosofische revolutie". Dit bracht hem in contact met surrealisten en andere groepen vooraleer hij opschoof naar de Franse Communistische Partij (PCF). Lefebvre werd lid van deze partij in 1928 en publiceerde later scherpe geschriften naar tegenstanders van zijn interpretatie van het communisme (zoals bijvoorbeeld Nizan).
Van 1930 tot 1940 was Lefebvre hoogleraar filosofie. In 1940 trad hij toe tot het Franse verzet. Van 1944 tot 1949 was hij directeur van de Radiodiffusion Française, een Franse radiozender die uitzond vanuit Toulouse.
Zijn Critique of Everyday Life, voor het eerst gepubliceerd in 1947, was een van de belangrijkste intellectuele motieven achter de oprichting van de Cobra-beweging en later van de  internationale situationniste.
In 1958 werd Lefebvre uit de PCF gezet. In de jaren daarop was hij betrokken bij de uitgeversgroep Arguments, een tijdschrift waarvan "de belangrijkste verdienste erin bestaat om het Franse publiek bekend te maken met de experimenten in het revisionisme uit het Centraal-Europa van de jaren twintig en dertig".
In 1961 werd Lefebvre hoogleraar sociologie aan de Universiteit van Straatsburg, alvorens mee te werken aan de faculteit van de nieuwe universiteit in Nanterre in 1965.

Hij was een van de meest gerespecteerde hoogleraren en beïnvloedde en analyseerde de studentenopstand van mei 1968.
Hij schreef in het Frans, Engels en Duits.
Lefebvre overleed in 1991. Het tijdschrift Radical Philosophy schreef:
"de meest omvattende van de Franse marxistische intellectuelen stierf in de nacht van 28 op 29 juni 1991, iets minder dan veertien dagen na zijn 90ste verjaardag. Tijdens zijn lange carrière was zijn werk meerdere keren in en uit de mode, en hij beïnvloedde niet enkel de ontwikkeling van de filosofie maar ook die van de sociologie, geografie, politieke wetenschappen en literaire kritiek."